# 交通西路
交通西路是中華人民共和國上海市普陀区东部的一條南北走向道路，其南起交通路，北至中山北路。道路全長為493米，始建於中華民国8年（1919年），當時道路名稱為彭潭路，為彭潭路的南段。1949年后更名為交通西路。